# Trântor

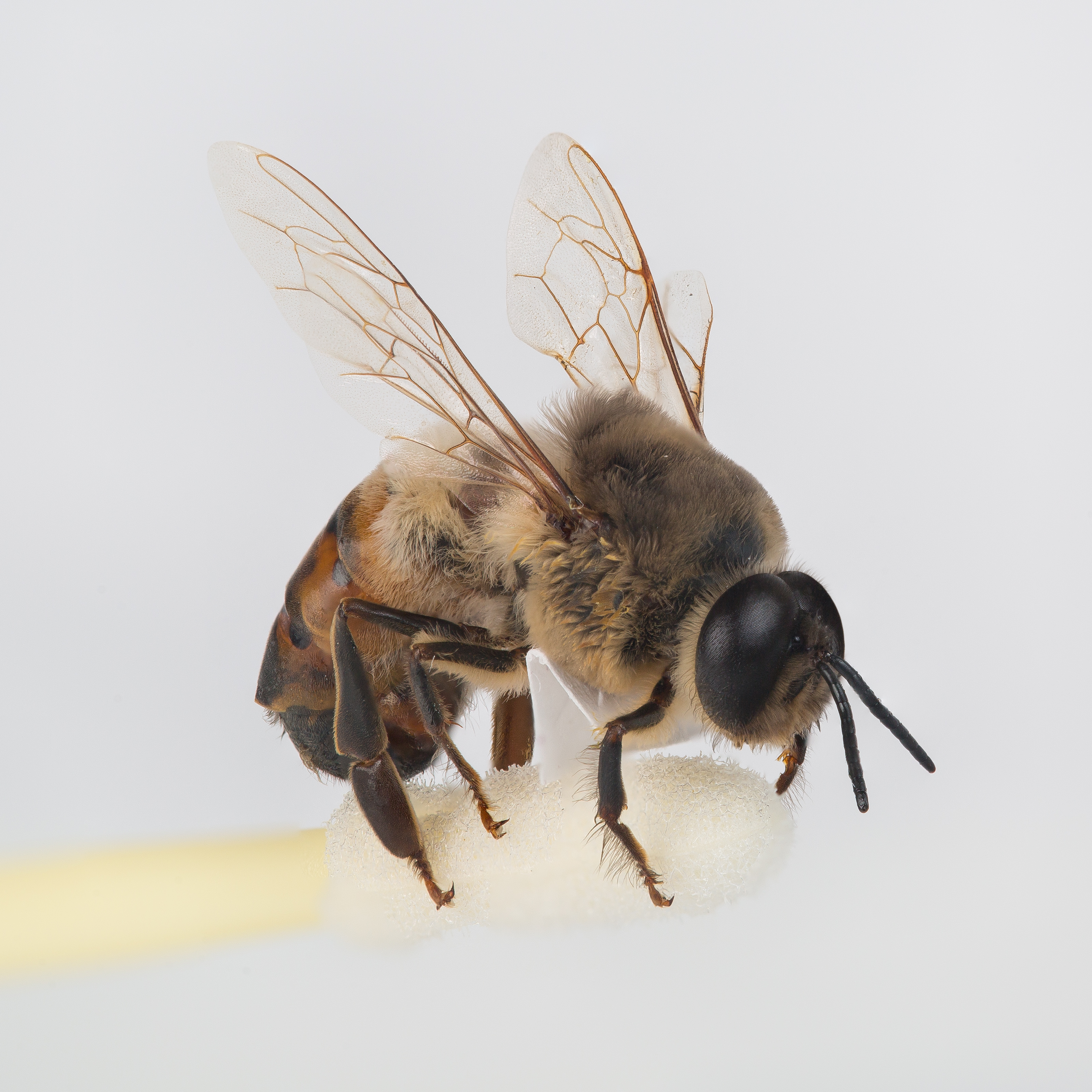
Trântor

Un trântor este un mascul albină. Spre deosebire de femela albină lucrătoare, trântorii nu au ace. Ei nu adună nici nectar, nici polen și nu se pot hrăni fără ajutorul albinelor lucrătoare. Singurul rol al unui trântor este să se împerecheze cu o fecioară regină în zbor nupțial.

## Genetică

Trântorii sunt haploide, cresc din ouă nefertilizate prin arenotochie.

Trântorii poartă un singur tip de alele la fiecare poziție cromozomială, deoarece sunt haploide (conținând doar un set de cromozomi de la mamă). În timpul dezvoltării ouălor în cadrul unei regine, o celulă diploidă cu 32 de cromozomi se divide pentru a genera celule haploide numite gameți cu 16 cromozomi. Rezultatul este un ou haploid, cu cromozomi având o nouă combinație de alele la diferiți loci. Acest proces se numește partenogeneză arrhenotokous sau pur și simplu arenotochie.
Deoarece albina mascul are din punct de vedere tehnic doar o mamă și nici un tată, arborele său genealogic este neobișnuit. Prima generație are un membru (masculul). O generație în urmă are și un membru (mama). Două generații în urmă sunt doi membri (mama și tatăl mamei). Trei generații în urmă sunt trei membri. Patru din spate sunt cinci membri. Această secvență – 1, 1, 2, 3, 5, 8 și așa mai departe – este cunoscută sub numele de șirul Fibonacci.

## Anatomie
Un trântor este caracterizat de ochi care sunt de două ori mai mari decât cei ai albinelor lucrătoare și ai mătcilor și o dimensiune a corpului mai mare decât cea a albinelor lucrătoare, deși de obicei mai mici decât ai reginei. Abdomenul lui este mai robust decât abdomenul muncitorilor sau al reginei. Deși este grea, trântorul trebuie să poată zbura suficient de repede pentru a o însoți pe regină în zbor. Durata medie de zbor pentru un trântor este de aproximativ 20 de minute.
O colonie de Apis cerana are aproximativ 200 de trântori în timpul perioadei de vârf de vară. 
Trântorii depind de albinele lucrătoare pentru a le hrăni. 
Trântorii mor sau sunt alungați din stup de către albinele lucrătoare la sfârșitul toamnei, mor din cauza expunerii și a incapacității de a se proteja sau de a se hrăni și nu reapar în stup până la sfârșitul primăverii. Albinele lucrătoare le vor evacua, deoarece trântorii ar epuiza resursele stupului prea repede dacă li s-ar permite să rămână.